# Пентаплатинауран
Пентапла̀тинаура́н — бинарное неорганическое соединение, интерметаллид
платины и урана
с формулой UPt5,
кристаллы.

## Получение
- Сплавление стехиометрических количеств чистых веществ:

{\displaystyle {\mathsf {5Pt+U\ {\xrightarrow {1460^{o}C}}\ UPt_{5}}}}

## Физические свойства
Пентаплатинауран образует кристаллы кубической сингонии, пространственная группа F 43m, параметры ячейки a = 0,7417 нм, Z = 4,
структура типа пентабериллийзолота AuBe5 (или уранпентаникеля Ni5U).
Соединение образуется по перитектической реакции при температуре 1460 °C.